# 亞歷克西斯 (北卡羅萊納州)
亞歷克西斯（英語：Alexis）是位於美國北卡羅萊納州加斯頓縣的普查規定居民點。

## 人口
根據2020年美國人口普查的數據，亞歷克西斯的面積為5.13平方千米，當中陸地面積為5.12平方千米，而水域面積為0.01平方千米。當地共有人口589人，而人口密度為每平方千米114.81人。